# Sottogruppo dei Forcellini
I Forcellini sono il sottogruppo più alto del Baldo, culminano con la Cima di Valdritta a 2292 metri d'altitudine, massima elevazione del Baldo, le vette svettano ripide e aguzze per circa 100 metri poi iniziano le valli glaciali comprese tra i 2100 e i 2200 metri e contenenti nevai.

## Geografia
Il sottogruppo è introdotto dal passo della Forcella (Monte Baldo) (2170 m). a sud e dal passo di val Finestra (2125 m). a nord a ovest troviamo la val Dritta e a est la Val Larga mentre il gruppo svetta centralmente separato dalle altre cime con le sue tre aguzze vette.